# خلية المكان

تموقع خلية المكان في الحُصيْن

خلية المكان (بالإنجليزية: Place cell)‏ هي نوع من الخلايا العصبية الهرمية في الحصين تصبح نشطة عندما يدخل الحيوان مكان معين في البيئة؛ ويعرف هذا المكان كحقل المكان. وهناك خلية مكان معين واحد فقط، أو عدد قليل، وحقول مكان في بيئة معملية صغيرة نموذجية، ولكن أكثر في منطقة كبيرة. ليس هناك تضاريس واضحة لنمط الحقول مكان، على عكس مناطق أخرى من الدماغ مثل هي خلايا المجاورة المكان المرجح لديك حقول بعيدة وتلك المجاورة في بيئة مختلفة، وعادة ما يقرب من نصف الخلايا مكان سوف لا تزال لديها حقول المكان، ولكن هذه سوف تكون في أماكن جديدة لا علاقة لها بمواقعها السابقة - القشرة البصرية.